# Lola B06/10
La Lola B06/10 è una vettura sport-prototipo da competizione categoria LMP1 progettata e realizzata dalla Lola Racing Cars in base ai regolamenti ACO, per gareggiare nella 24 Ore di Le Mans e nel campionato Le Mans Series. 
La vettura, che è stata sviluppata nel 2006 in sostituzione della Lola B2K/10 e della MG-Lola EX257, condivide gran parte dei suoi elementi meccanici e di carrozzeria con la Lola B05/40 sviluppata l'anno precedente e appartenente alla classe LMP2.